# Tōi Umi kara Kita Coo
Tōi Umi kara Kita Coo (遠い海から来たＣＯＯ Tōi Umi kara Kita Kū?, lit. "COO viene desde un oceano lejano") es una novela japonesa por Tamio Kageyama. Fue publicado en Yasei Jidai la revista literaria de Kadokawa Shoten, de junio de 1987 a febrero de 1988. Ganó el Premio Naoki en 1988. Fue adaptado en una película de anime llamada Coo: Tōi Umi kara Kita Coo (COO: 遠い海から来たＣＯＯ Kū: Tōi Umi kara Kita Kū?, lit. "Coo: From a Distant Ocean Came Coo"), lanzada en 1993 por Toei Animation. La historia gira alrededor de un niño que encuentra un plesiosaurio bebé.

## Personajes
- Yusuke es niño de 12 años de edad.
- Coo es un plesiosaurio bebé.
- Tetsuo Obata es un biólogo marino.
- Contseau es un perro.
- Catherine "Cathy" Ono es una mujer japonesa-canadiense que trabaja para el Servicio de Guardacostas y "Tierra Verde".
- Col. Nolver es una celebridad entre ellos.
- Dr. Davard Duvall es un biólogo marino.
- Rooslean es un capitán de la marina francesa.